# Gammarus laticoxalis
Espèce
Gammarus laticoxalis est une espèce de gammares présente dans les cours d'eau du Liban. Cette espèce est un excellent indicateur de la qualité de l'eau.

## Nourriture
Gammarus laticoxalis se nourrit de débris végétaux ou de matières organiques.

## Publication originale
- Karaman & Pinkster, 1977 : Freshwater Gammarus species from Europe, North Africa and adjacent regions of Asia (Crustacea-Amphipoda). Part II. Gammarus roeseli-group and related species. Bijdragen tot de Dierkunde, vol. 47, n. 2, pp. 165-196,  (ISSN 0067-8546) (introduction) (en).